# Aulacophora unicolor
Aulacophora unicolor es una especie de insecto coleóptero de la familia Chrysomelidae.

## Distribución geográfica
Habita en las islas Selayar (Indonesia).